# Luis Ruiz Sayago
Luis Ruiz Sayago (Huelva, 30 giugno 1992) è un calciatore spagnolo, difensore svincolato.